# 瑪利歐派對10
《瑪利歐派對10》（中国大陆又译作）是一款由NDcube开发并由任天堂在Wii U发行的聚会游戏。本作是瑪利歐派對系列第十部主游戏，也是系列首款亦是唯一一款在Wii U发行的游戏。游戏支持Amiibo玩偶。

## 评价
《瑪利歐派對10》获得了业界比较平庸的评价。中国大陆杂志《游戏机实用技术》打出25/30的高分，三名评论编辑都称赞了游戏新增的库巴模式。